# Doyald Young
Pour les articles homonymes, voir Young.
Doyald Young est un créateur de caractères et designer de logotypes américain, né en 1926 et décédé le 1er mars 2011.